# Nipponaphis monzeni
Nipponaphis monzeni — вид напівтвердокрилих комах родини справжніх попелиць (Aphididae).

## Поширення
Поширений в Японії.

## Опис
Це соціальні попелиці, що живуть в галлах на листках Distylium racemosum.